# Koh-i-noor

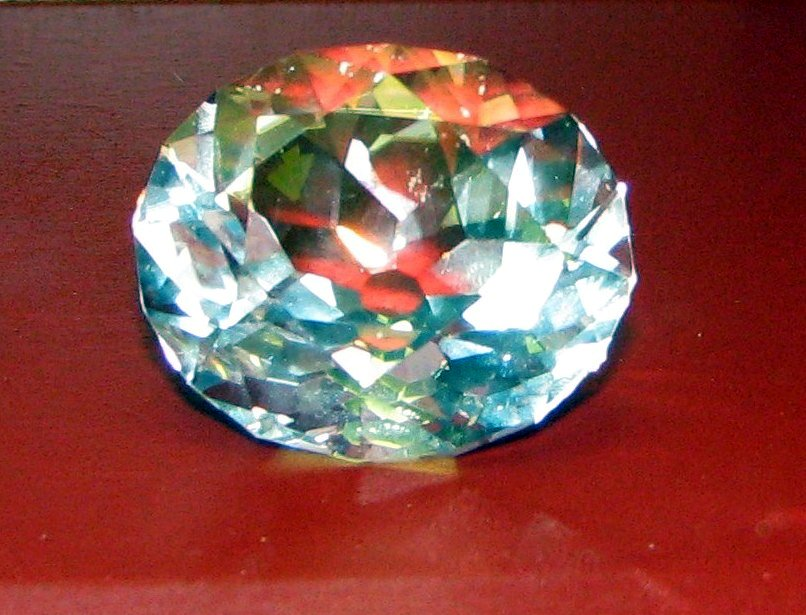
kopia diamentu (nowa wersja)

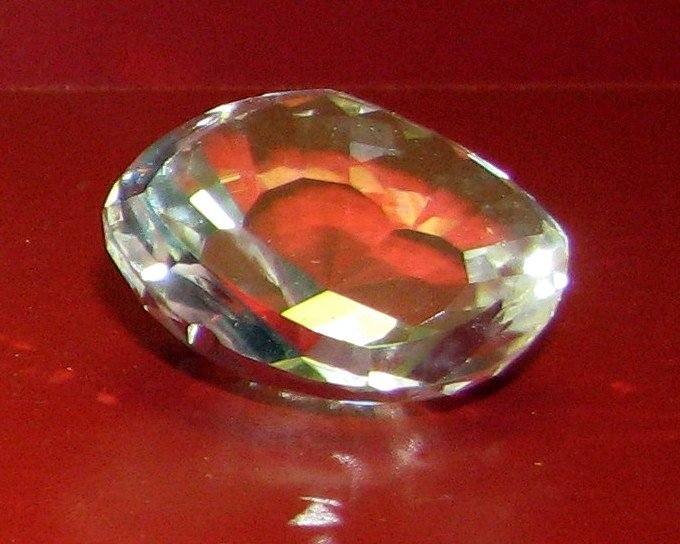
kopia diamentu (stary szlif)

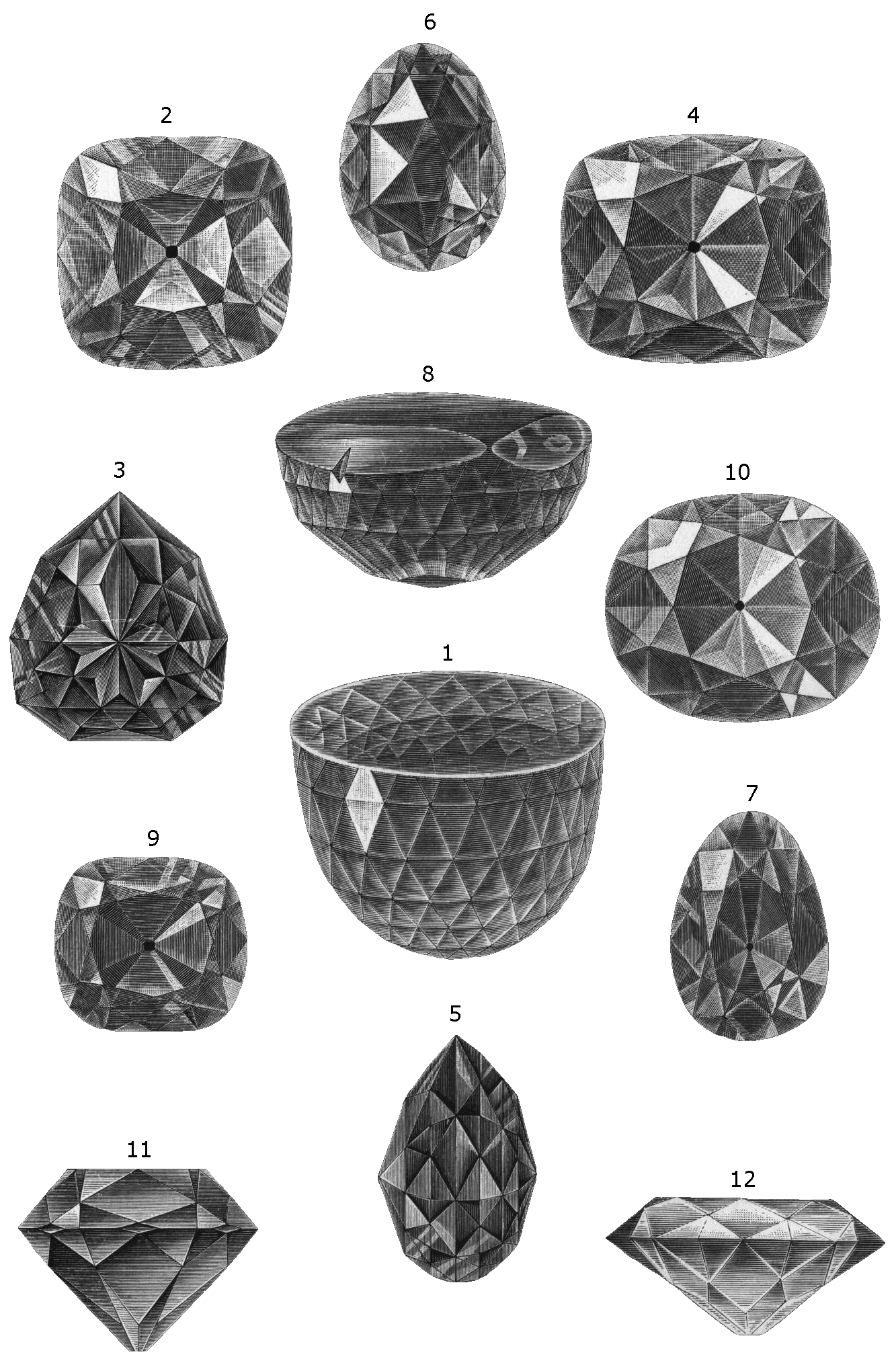
Najsłynniejsze diamenty świata: 1. Wielki Mogoł, 2. i 11. Regent, 3. i 5. Diament florencki, 4. i 12. Gwiazda Południa, 6. Sancy, 7. Drezdeński zielony diament, 8. i 10. Koh-i-noor ze starym i nowym szlifem, 9. Hope

Koh-i-noor (Koh-i-nur, urdu کوہ نور hin. कोहिनूर, tel.: కోహినూరు; czyli "Góra światła") – jeden z największych znanych diamentów na świecie, pochodzi z Indii. Waży 105 karatów (21,6 g). Obecnie znajduje się w koronie brytyjskiej  i zdobi przód krzyża nad obręczą tego insygnium.
Znajduje się w Muzeum Tower.
Nie jest dokładnie znane miejsce jego znalezienia ani jego najwcześniejsze dzieje. Pierwsza informacja o diamencie będącym własnością radży Malwy znalazła się w kronikach w 1304 roku. Później przez 200 lat panowało milczenie, aż pojawił się w skarbcu Babura, założyciela dynastii Wielkich Mogołów w 1526 roku.
Wiadomo, że był w posiadaniu różnych radżów i książąt indyjskich. Jako zdobycz wojenna dostał się do Delhi i stał się własnością szacha Nadira, który w 1739 roku zawładnął tym miastem. W kontrybucji wojennej zabrakło jednak legendarnego diamentu (pokonany ukrył go w zwojach swojego turbanu). Dzięki obyczajowi, który nakazywał zwycięzcy zaprosić pokonanego na ucztę, podczas której na znak pokoju dokonywano wymiany turbanów, Nadir Szach zdobył podstępem cenny kamień. Po zamordowaniu Nadir Szacha (1747) jego syn wolał umrzeć niż oddać diament. Następnie kamień przeszedł w ręce Afgańczyków.
W 1813 dostał się do skarbca władcy Lahaur. Po powstaniu sipajów w 1850 roku wraz z innymi klejnotami koronnymi został skonfiskowany przez angielskie oddziały Kompanii Wschodnioindyjskiej i ofiarowany królowej Wiktorii z okazji 250. rocznicy utworzenia Kompanii Wschodnioindyjskiej. Od tego czasu znajduje się w angielskim skarbcu koronnym. W 1911 roku Koh-i-noor został umieszczony w koronie królowej Marii, babki królowej Elżbiety II. Od 1937 roku zdobił koronę królewską Elżbiety, Królowej-Matki (Crown of Queen Elizabeth The Queen Mother, Korona Elżbiety, Królowej Matki); korona ta jest przechowywana w Tower w Londynie.
Pierwotny kształt nieregularnej rozety bogatego w ścianki szlifu, zwanego Hindu, został unowocześniony w 1852 przez szlifierza Voorsangera z firmy jubilerskiej Coster. Ze stratą ponad 40% pierwotnej masy (181,1 kr.) kamień ten został przeszlifowany w Holandii na owalny, płaski brylant o masie 108,9 kr.

## Legendarny diament
Koh-i-noor nie jest największym diamentem, lecz z racji swej niezwykłej historii jest obok Hope'a jednym z najsłynniejszych kamieni szlachetnych świata.
W Indiach krąży opowieść, że Koh-i-noor został odkryty na czole chłopca porzuconego nad brzegiem rzeki Jamuny i że noworodka zaniesiono wraz z diamentem na dwór władcy. Dziecko okazało się Karną, synem Boga Słońca. Kamień (o wadze 600 karatów) został osadzony w posągu boga Śiwy na miejscu trzeciego oka, oka olśnienia.
Prawdopodobnie wydobyto go w kopalniach Bindźapuru, w środkowych Indiach – w kraju, który do XVIII wieku był wyłącznym producentem diamentów.